# Kasper Danielsen
Kasper Danielsen (født 14. august 1957) er en dansk arkitekt MAA. Han er administrerende direktør og hovedejer af virksomhederne Danielsen Architecture, Danielsen Space Planning og Danielsen Urban Landscape, med i alt godt 70 ansatte. Kasper Danielsen er søn af tale- og hørepædagog Kurt Danielsen og fodterapeut Karen D.F. Larsen. Han lever sammen med Jeanette Rivad (født 1967) og har 3 børn.

## Uddannelse
Kasper Danielsen tog HF-eksamen fra Blågårds Seminarium i 1976, og i 1985 blev han uddannet arkitekt MAA, cand.arch. fra Kunstakademiets Arkitekskole.

## Karriere
Fra 1980 var han ansat i Henning Larsens Tegnestue indtil 1983, hvor han skiftede til Thorsten Thorup & Claus Bonderup Arkitekter maa. Fra 1984 var han hos Palle Leif Hansens Tegnestue A/S og fra 1985 til 1987 hos kongelig bygningsinspektør Gehrdt Bornebusch. I 1987 grundlagde Kasper Danielsen sin egen tegnestue, Danielsen Architecture A/S fra 1987, der i 2001 blev suppleret med arkitektrådgivningsvirksomheden Danielsen Spaceplanning. I 2015 var han medstifter af Danielsen Urban Landscape.

## Værker
- Helsingør Byret
- Forbindelsesfingrene i Københavns Lufthavn, Kastrup
- Boligbyggeriet Metropolis, København
- Domicil for Eniro i København
- Boligbyggeriet Fioniahus i København
- Domicil for Regus, København
- Domicil for Viasat/TV3, København
- Domicil i Halfdansggade i København
- Boligbyggeri Kajkanten
- Gyldengården Narv Center i Kristiansand
- Kontordomicilet Turbinehuset, Adelgade.

## Priser
- Gazelleprisen i Danielsen Spaceplanning 2016
- Architect of the Year af Build (Build Awards 2016) for Danielsen Architecture 2016
- Gazelleprisen i hhv. Danielsen Architecture og Danielsen Spaceplanning 2017.